# 霍拉布伦县

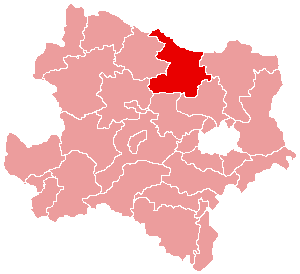
霍拉布伦县在下奥地利州的位置

霍拉布伦县（Bezirk Hollabrunn）是奥地利下奥地利州所辖的一个县。总面积1010.7平方公里，总人口50070，人口密度50人/平方公里（2001年）。行政中心位于霍拉布伦。

## 行政区域
霍拉布伦县辖有24个市镇。